# Promops
Promops is een geslacht van zoogdieren uit de familie van de bulvleermuizen (Molossidae). De wetenschappelijke naam van het geslacht werd in 1856 gepubliceerd door Paul Gervais.

## Soorten
Er worden 3 soorten in dit geslacht geplaatst:
- Promops centralis O. Thomas, 1915
- Promops davisoni O. Thomas, 1921
- Promops nasutus (von Spix, 1823)